# Dicrostonyx torquatus
Dicrostonyx torquatus és una espècie de mamífer rosegador de la família dels cricètids. És endèmic de Rússia, on viu a les regions costaneres de l'oceà Àrtic i el Pacífic. S'alimenta dels brots i les fulles dels salzes i bedolls, així com de móres vermelles i altres baies. Els seus hàbitats naturals són la tundra àrtica o subàrtica i les zones de transició de bosc i tundra amb petits matolls del gènere Salix. És una espècie en risc mínim, és a dir, no sembla que hi hagi cap amenaça significativa per a la seva supervivència. El seu nom específic, torquatus, significa ‘de collar’ en llatí.